# 百大UP主
百大UP主是由视频网站哔哩哔哩为该平台创作者（“UP主”）自2018年度起颁发的奖项，每年年初评选出100位符合评选标准的创作者为其颁发。百大UP主分为若干单项奖。

## 评选标准
哔哩哔哩每年会选择若干维度作为评选标准。2018年度至2020年度公开的评选维度为“创作力、影响力、口碑力”等，2021年度至2024年度为“专业性、影响力、创新性”等。鉴于这样的评选标准，关注者数量不是评选的唯一因素，单纯靠较高的关注度并不能获得百大UP主的称号。

## 盛典
哔哩哔哩颁发百大UP主的颁奖典礼称为“百大UP主盛典”，以直播的方式播出。

## 评价
《新民周刊》、《每日经济新闻》等评价，百大UP主名单已成为读懂当代年轻人的风向标。
中国大陆自媒体价值排行机构“克劳锐”认为，百大UP主榜单“代表着年轻人喜爱的内容风格，也在一定程度上引领着UP主的内容创作方向。”
音乐制作人ilem认为，百大UP主的含金量在最初两届后有所下降。
自媒体“差评”的世超认为，百大UP主的评选流程引起部分网友对于奖项合理性的质疑，比如获奖者是否有足够的知名度和播放量。